# Margarita Pérez Pallares
Margarita Pérez Pallares (sinh ngày 23 tháng 9 năm 1943) là Đệ nhất phu nhân của Ecuador, là vợ của Osvaldo Hurtado Larrea, từ ngày 24 tháng 5 năm 1981 đến ngày 10 tháng 10 năm 1984.

## Tiểu sử
Vào ngày 23 tháng 9 năm 1943 tại thủ đô của Ecuador Quito, cuối cùng của bốn đứa con để Rodrigo Pérez Serrano và người vợ đầu tiên, Rebeca Pallares Guarderas. Năm 1968, Pérez kết hôn với Tổng thống tương lai của Ecuador Osvaldo Hurtado Larrea và họ sẽ có năm người con, (Sebastián, Andrés, Cristina, Isabel và Felipe) hai người cuối cùng là cặp song sinh và sinh ra trong Cung điện Carondelet.

### Đệ nhất phu nhân
Là Đệ nhất phu nhân, Pérez là chủ tịch của Viện Trẻ em và Gia đình Quốc gia và là bà chủ của Cung điện Carondelet, tháp tùng Tổng thống trong tất cả các chức năng chính thức như tiếp nhận hài cốt của Jaime Roldós Aguilera và Martha Bucaram, Chủ tịch trước đó và Đệ nhất phu nhân đã chết trong một vụ tai nạn máy bay, tại cung điện. Vào năm 1982, Pérez sẽ tiếp đón Leopoldo Calvo-Sotelo, Tổng thống Tây Ban Nha.

## Trích dẫn
1. ↑  "¿Qué proponen las parejas de los aspirantes?". El Universo (bằng tiếng Tây Ban Nha). Guayaquil. ngày 20 tháng 10 năm 2002. Truy cập ngày 28 tháng 4 năm 2016.
2. ↑  "Margarita Pérez (Margarita Pérez Pallares)". gw.geneanet.org. Geneanet. Truy cập ngày 20 tháng 11 năm 2017.
3. ↑  Pérez Pimentel, Rodolfo. "Uswaldo Hurtado Larrea". diccionariobiograficoecuador.com (bằng tiếng Tây Ban Nha). Dictionary of Ecuadorian Biographies. Bản gốc lưu trữ ngày 29 tháng 4 năm 2014. Truy cập ngày 20 tháng 11 năm 2017.
4. ↑  "Biografía". osvaldohurtado.com (bằng tiếng Tây Ban Nha). Osvaldo Hurtado. Bản gốc lưu trữ ngày 16 tháng 9 năm 2017. Truy cập ngày 28 tháng 4 năm 2016.
5. ↑  "Multimedia". osvaldohurtado.com (bằng tiếng Tây Ban Nha). Osvaldo Hurtado Larrea. Bản gốc lưu trữ ngày 16 tháng 9 năm 2017. Truy cập ngày 28 tháng 4 năm 2016.